# Mina (Name)
Mina ist ein Familienname und überwiegend weiblicher Vorname.

## Herkunft und Bedeutung
Für den weiblichen Vornamen Mina kommen verschiedene Herleitungen in Frage:
- Kurzform verschiedener Namen, die mit -mina enden[1][2]
- Sanskrit मीना minā: „Fisch“[3]
- Persisch مینا mīnāʾ: „azurblau“, „Emaille“[4]
- Paschtunisch: مينه mīnah „Liebe“[5]
- Jiddisch: von althochdeutsch minne „Liebe“[5]

In verschiedenen Sprachen ist der männliche Vorname Mina eine Variante von Μηνᾶς Mēnâs „Mond“.

## Verbreitung
In Slowenien ist der Name Mina beliebt und rangiert in den Vornamenscharts um Rang 100. Zuletzt belegte er Rang 99 (Stand 2021).
Auch in Skandinavien ist der Name weit verbreitet. In Norwegen stieg er in den 1990er Jahren in die Top-100 der Vornamenscharts auf. Seine bislang höchste Platzierung erreichte er im Jahr 2007 mit Rang 20. Zuletzt wurde der Name seltener vergeben. Im Jahr 2021 stand er auf Rang 77 der Hitliste. In Dänemark wird der Name seit der zweiten Hälfte der 2000er Jahre häufiger vergeben.
In Deutschland gelang dem Namen Mina in den 2000er Jahren ein rascher Aufstieg in den Vornamenscharts. Wurde er in den 1990er Jahren kaum vergeben, erreichte er im Jahr 2010 bereits Rang 120 der Hitliste. Seine Popularität stieg weiter an, bis der Name im Jahr 2020 auf Rang 73 der Vornamenscharts stand. Im Jahr 2021 sank die Beliebtheit leicht (Rang 79).

## Varianten

### Weiblicher Vorname
von der Endung -mina
- Deutsch: Miena, Minna, Mine, Miene
- Grönländisch: Mîna
- Niederländisch: Mien
  - Diminutiv: Mieneke, Mineke
- Ungarisch: Mína
- für weitere Varianten: siehe die jeweilige Vollform

von Sanskrit मीना minā
- Tamilisch: மீனா Mina
- alternative Transkription: Meena

von paschtunisch मीना minā
- alternative Transkription: Mena

vom jiddischen Namen
- Jiddisch: Minle, Minke, Myncke, Mine

### Männlicher Vorname
- Armenisch: Մինաս Minas
- Bulgarisch: Мина Mina
- Deutsch: Menas, Minas, Mena
- Georgisch: მინა Mina
- Griechisch: Μηνᾶς Minas
  - Altgriechisch: Μηνᾶς Mēnâs
- Russisch: Мина Mina, Минай Minaj, Миней Minej
- Serbisch: Мина Mina
- Ukrainisch: Міна Mina

## Namensträger

### Vorname
- Mina (italienische Sängerin) (* 1940), eine italienische Sängerin
- Mina (deutsche Sängerin) (* 1993), eine deutsche Sängerin
- Mina Agossi (* 1972), französische Jazzsängerin und Songwriterin
- Mina Ahadi (* 1956), österreichische politische Aktivistin iranischer Herkunft
- Mina Amann (1893–1966), deutsche Gewerkschafterin und Politikerin
- Mina Andreeva (* 1983), bulgarisch-deutsche Politikwissenschaftlerin und Juristin
- Mina Anwar (* 1969), britische Schauspielerin
- Mina Assadi (* 1943), iranische Lyrikerin und Autorin
- Mina Audemars (1883–1971), Schweizer Pädagogin
- Mina Badie (* 1970), US-amerikanische Schauspielerin
- Mina J. Bissell (* 1940), iranisch-US-amerikanische Zell- und Molekularbiologin
- Mina Caputo (* 1973), US-amerikanische Sängerin
- Mina Carlson-Bredberg (1857–1943), schwedische Malerin
- Mina Crandon (1888–1941), kanadisch-amerikanische Geisterbeschwörerin
- Mina Dostler (1910–1994), deutsche Landwirtin und Mitglied des Bayerischen Senats
- Mina El Hammani (* 1993), spanische Schauspielerin und Model
- Mina Hodzic (*  2002), deutsche Tennisspielerin
- Mina Fürst Holtmann (* 1995), norwegische Skirennläuferin
- Mina Benson Hubbard (1870–1956), kanadische Forschungsreisende
- Mina Karadžić (1828–1894), serbisch-stämmige Malerin und Autorin in Österreich-Ungarn
- Mina Klabin Warchavchik (1896–1969), brasilianische Landschaftsgestalterin
- Mina Loy (1882–1966), amerikanische Künstlerin, Dichterin, Futuristin, Schauspielerin und Lampendesignerin
- Mina Mangal (ca. 1992–2019), afghanische Journalistin und Frauenrechtlerin
- Mina Markovič (* 1987), slowenische Sportkletterin
- Mina Myōi (* 1997), japanisch-US-amerikanische Sängerin und Tänzerin
- Mina Orfanou (* 1982), griechische Schauspielerin und Malerin
- Mina Popović (* 1994), serbische Volleyballspielerin
- Mina Rees (1902–1997), US-amerikanische Mathematikerin
- Mina-Giselle Rüffer (* 2003), deutsche Schauspielerin
- Mina Salehpour (* 1985), deutsch-iranische Theaterregisseurin
- Mina Schück (1816–1906), schwedische Pianistin
- Mina Sundwall (* 2001), US-amerikanische Schauspielerin
- Mina Tanaka (* 1994), japanische Fußballnationalspielerin
- Mina Tander (* 1979), eine deutsche Schauspielerin
- Mina Teicher (* 1950), israelische Mathematikerin
- Mina Tobler (1880–1967), Schweizer Pianistin und Klavierpädagogin
- Mîna Urgan (1916–2000), türkische Professorin, Schriftstellerin, Übersetzerin und Feministin
- Mina Watanabe (* 1985), ehemalige japanische Judoka
- Mina Weinstein-Evron (* 1949), israelische Archäologin, Palynologin und Hochschullehrerin
- Mina Witkojc (1893–1975), niedersorbische Dichterin und Publizistin
- Mina Wylie (1891–1984), australische Schwimmsportlerin

### Familienname
- Antonios Aziz Mina (* 1955), ägyptischer Geistlicher und emeritierter koptisch-katholischer Bischof von Gizeh
- Arturo Mina (* 1990), ecuadorianischer Fußballspieler
- Brandy Mina (* 1994), französische Tennisspielerin
- Carlos Andrés Mina (* 1992), ecuadorianischer Amateurboxer im Halbschwergewicht
- Denise Mina (* 1966), britische Schriftstellerin
- Francisco Espoz y Mina (1781–1836), spanischer Guerillaführer und General
- Francisco Javier Mina (1789–1817), spanischer Guerilla-Kämpfer im Befreiungskrieg gegen Napoleon und im mexikanischen Unabhängigkeitskrieg
- Gianni Mina (* 1992), französischer Tennisspieler
- Gloria Menéndez Mina (1913–2014), guatemaltekische Autorin und Frauenrechtlerin
- Hanna Mina (1924–2018), syrischer Schriftsteller
- Kevin Mina (* 1998), kolumbianischer Leichtathlet
- Leonor González Mina (1934–2024), kolumbianische Musikerin
- Narciso Mina (* 1982), ecuadorianischer Fußballspieler
- Oscar Mina (* 1958), san-marinesischer Politiker
- Roberto Mina (* 1984), ecuadorianischer Fußballspieler
- Santi Mina (* 1995), spanischer Fußballspieler
- Tito Mina (1948–2024), philippinischer Sänger, Gitarrist und Komponist
- Yerry Mina (* 1994), kolumbianischer Fußballspieler